# Канчанабури (провинция)
Канчанабури е една от 76-те провинции на Тайланд. Столицата ѝ е едноименния град Канчанабури. Населението на провинцията е 839 776 жители (2010 г. – 26-а по население), а площта 19 483,2 кв. км (3-та по площ). Намира се в часова зона UTC+7. Разделена е на 13 района, които са разделени на 98 общини и 887 села.